# باولو سورينتينو
باولو سورينتينو (بالإيطالية: Paolo Sorrentino)‏ هو كاتب مسرحي وكاتب سيناريو ومخرج وممثل إيطالي، ولد في 31 مايو 1970 بنابولي في إيطاليا. من الجوائز التي نالها جائزة غولدن غلوب لأفضل فيلم بلغة أجنبية سنة 2013 وجائزة الفيلم الأوروبي لأفضل فيلم ‏ سنة 2013 وجائزة الفيلم الأوروبي لأفضل فيلم ‏ سنة 2015.

## أعمال

### أفلام
- (2013) الجمال العظيم[10][11]

### مسلسلات
- البابا اليافع

## جوائز
- جائزة غولدن غلوب لأفضل فيلم بلغة أجنبية (2013)
- جائزة الفيلم الأوروبي لأفضل فيلم [الإنجليزية]‏ (2013)
- جائزة الفيلم الأوروبي لأفضل فيلم [الإنجليزية]‏ (2015)

## وصلات خارجية
- باولو سورينتينو على موقع IMDb (الإنجليزية)
- باولو سورينتينو على موقع ميتاكريتيك (الإنجليزية)
- باولو سورينتينو على موقع روتن توميتوز (الإنجليزية)
- باولو سورينتينو على موقع مونزينجر (الألمانية)
- باولو سورينتينو على موقع ألو سيني (الفرنسية)
- باولو سورينتينو على موقع تيرنر كلاسيك موفيز (الإنجليزية)
- باولو سورينتينو على موقع أول موفي (الإنجليزية)
- باولو سورينتينو على موقع قاعدة بيانات الأفلام السويدية (السويدية)
- باولو سورينتينو على موقع قاعدة بيانات الفيلم (الإنجليزية)
- باولو سورينتينو على موقع كينوبويسك (الروسية)